# Kampfgeschwader 158
Kampfgeschwader 158 (dobesedno slovensko: Bojni polk 158; kratica KG 158) je bil bombniški letalski polk (Geschwader) v sestavi nemške Luftwaffe.

## Organizacija
- štab
- I. skupina
- II. skupina
- III. skupina[1]